# Соколов Валерій Вікторович
Вале́рій Вікторович Соколо́в (* 22 вересня 1986 року, Харків, Українська РСР) — український скрипаль.

## Навчання
Вчитися грати на скрипці почав коли мав п'ять років. До 14 років навчався в Харківській середній спеціальній музичній школі-інтернаті у класі професора Сергія Анатолійовича Євдокимова, потім з 2001 року в школі Ієгуді Менухіна в Лондоні — у класі професорки Наталії Боярської.
Брав участь у майстер-класах Мстислава Ростроповича, Цві Цейтліна, Дори Шварцберг, Захара Брона, Руджеро Річі, Ігоря Озима, Татьяни Грінденко та Гарі Гофмана.
Продовжив навчання у Королівському Коледжі у Лондоні (клас професора Фелікса Андрієвського). По закінченні вступив до аспірантури відомої Кронберзької Академії Музики (Франкфурт-на-Майні, Німеччина) у класі Анни Чумаченко та Гідона Кремера.
З 2013 року займається під керівництвом професора Бориса Кушніра у Відні.

## Конкурси, премії та концерти
- 1998 року — здобув 3 премію на конкурсі «Маленький Принц» у м. Запоріжжі та 3 премію на конкурсі Коціана у Чехії.

Того року більше участі у конкурсах не брав, але почав грати на Президентських концертах у Палаці Україна (м. Київ) та Національній Філармонії України (1999—2000) як учасник програми «Нові Імена України» та взяв участь у Слов'янському Базарі у Вітебську у програмі «День України» (2000).
- 1999  року — Валерій вперше виступає як соліст у супроводі Харківського Молодіжного Оркестру під керівництвом Рашида Нігматулліна.

Того ж року бере участь як наймолодший виконавець у дорослій категорії на останньому, Другому Конкурсі ім. Богодара Которовича у Харкові, але премії не здобув.
Далі, 13-ти річний Валерій виступив на міжнародному конкурсі ім. Пабло Сарасате в Памплоні (Іспанія), де здобув заснований Конкурсом «Навчальний грант» у розмірі 3500 євро. За рекомендацією Президента Журі Володимира Співакова, а також Захара Брона та Григорія Жислина зразу почав готуватися до школи ім. Менухіна у Лондоні.
- 2001 року — почав навчання у Школі Єгуді Менухіна і взяв участь у численних концертах та фестивалях у Великій Британії — як соліст та у складі оркестру.
- У листопаді 2003 року одержав 3-тю премію на конкурсі скрипалів Ліани Ісакадзе в Санкт-Петербурзі.
- 2005 року — одержав Золоту медаль та спеціальний приз за виконання Третьої сонати Енеску на конкурсі ім. Джордже Енеску у Бухаресті.

У той самий день Валерій був прийнятий до одного з найвідоміших агентств у Європі «Гарісон Парот» та персонально ним став займатися Джаспер Парот, засновник цього агентства.
Мав концерти у багатьох країнах Європи, у США, країнах Азії, у Австралії та на Близькому Сході.
Виступив з сольними концертами та у супроводі оркестрів у таких залах як Вігмор-хол (Wigmore Hall) (Лондон), малий зал Карнегі-хол та Лінкольн-центр (Lincoln Center for the Performing Arts) (Нью-Йорк), Театр Єлисейських полів та зал Плейєль (Париж), Санторі-хол (Suntory Hall) (Токіо), Бібліотека Конгресу (Вашингтон), Національний центр мистецтв (Сеул), Зал Чайковського та Великий зал московської консерваторії (Москва), Колонний зал петербурзької філармонії, Женевська Опера, Стокгольмський концертний зал, Севренс-хол (Severance Hall) (Клівленд), Палац мистецтв (Palais des beaux-arts de Bruxelles) (Брюссель) та багато інших.
2005—2013 роки був запрошений як соліст до оркестрів Клівленда, Токійської філармонії, Лондонського філармонічного оркестру та Оркестру «Філармонії», Стокгольмського королівського оркестру, Оркестру Парижу, Французького радіо, Баварського радіо (Мюнхен), NDR (Ганновер), оркестр Тонгалле (Tonhalle Orchester Zürich) (Цюрих), Пекінської філармонії, Сеульскої філармонії, Московської філармонії, ДАСО РФ ім. Світланова, Mahler Chamber Orchestra, Chamber Orchestra of Europe та багатьох інших.
Наприкінці 2013 року перейшов до одного з найбільших у світі музичних агентств — «Askonas Holt».
У 2014—2015 сезоні має запрошення від найкращих залів та оркестрів у світі зокрема турне з Філармонійним оркестром Брюсселя у Музікферайн та Зальцбурзі, Оркестром Бі-Бі-Сі у Лондоні та на Празьку Весну, Оркестром Празької Філармонії та турне по Швеції з Королівським стокгольмським оркестром.
Вже п'ять років кожен рік виступає у залі Національної філармонії України з Академічним симфонічним оркестром Національної філармонії України та Національним симфонічним оркестром України під керівництвом М. Дядюри, В. Сіренка та В. Протасова.
Грає камерну музику з Д. Мацуєвим, В. Репіним, Г. Гофманом, Р. Капюсоном, В. Постніковою, М. Майським.
З 2005 року має ексклюзивний контракт з компанією EMI Classics, яка цього року здобула нову назву «Ерато» та записав 4 диски з яких 2 DVD.